# Saint-Vincent-de-Cosse
Saint-Vincent-de-Cosse är en kommun i departementet Dordogne i regionen Nouvelle-Aquitaine i sydvästra Frankrike. Kommunen ligger i kantonen Saint-Cyprien som tillhör arrondissementet Sarlat-la-Canéda. År 2022 hade Saint-Vincent-de-Cosse 384 invånare.

## Befolkningsutveckling
Antalet invånare i kommunen Saint-Vincent-de-Cosse
Referens:INSEE